# Elmwood (Nebraska)
Elmwood es una villa ubicada en el condado de Cass en el estado estadounidense de Nebraska. En el Censo de 2010 tenía una población de 634 habitantes y una densidad poblacional de 652,77 personas por km².

## Geografía
Elmwood se encuentra ubicada en las coordenadas 40°50′33″N 96°17′41″O / 40.84250, -96.29472. Según la Oficina del Censo de los Estados Unidos, Elmwood tiene una superficie total de 0.97 km², de la cual 0.97 km² corresponden a tierra firme y (0%) 0 km² es agua.

## Demografía
Según el censo de 2010, había 634 personas residiendo en Elmwood. La densidad de población era de 652,77 hab./km². De los 634 habitantes, Elmwood estaba compuesto por el 97.79% blancos, el 0.16% eran afroamericanos, el 0.47% eran amerindios, el 0% eran asiáticos, el 0% eran isleños del Pacífico, el 0.16% eran de otras razas y el 1.42% pertenecían a dos o más razas. Del total de la población el 3.63% eran hispanos o latinos de cualquier raza.